# Liste der Biografien/Haml
Liste der Biografien |
Portal Biografien |
Personensuche
# |
A |
B |
C |
D |
E |
F |
G |
H |
I |
J |
K |
L |
M |
N |
O |
P |
Q |
R |
S |
T |
U |
V |
W |
X |
Y |
Z |
?
 
Ha |
Hd |
He |
Hi |
Hj |
Hk |
Hl |
Hm |
Hn |
Ho |
Hr |
Hs |
Ht |
Hu |
Hv |
Hw |
Hy
 
Haa |
Hab |
Hac |
Had |
Hae–Haf |
Hag |
Hah |
Hai |
Haj |
Hak |
Hal |
Ham |
Han |
Hao |
Hap |
Haq |
Har |
Has |
Hat |
Hau |
Hav |
Haw |
Hax |
Hay |
Haz
 
Hama |
Hamb |
Hamd |
Hame |
Hamf |
Hamh |
Hami |
Hamk |
Haml |
Hamm |
Hamn |
Hamo |
Hamp |
Hamr |
Hams |
Hamu |
Hamv |
Hamw |
Hamy |
Hamz
Die Liste der Biografien führt alle Personen auf, die in der deutschsprachigen Wikipedia einen Artikel haben. Dieses ist eine Teilliste mit 24 Einträgen von Personen, deren Namen mit den Buchstaben „Haml“ beginnt.

## Haml

### Hamle
- Hamler, K. J. (* 1999), US-amerikanischer American-Football-Spieler
- Hamlet, James F. (1921–2001), US-amerikanischer Offizier, Generalmajor der US-Army
- Hamlett, Barksdale (1908–1979), US-amerikanischer Offizier, General der US Army
- Hamley, Dennis (* 1936), britischer Schriftsteller
- Hamley, Edward Bruce (1824–1893), britischer Generalleutnant

### Hamli
- Hamlin, Amelia Gray (* 2001), US-amerikanisches Model und Fernseh-Darstellerin
- Hamlin, Catherine (1924–2020), australische Ärztin für Gynäkologie und Geburtshilfe
- Hamlin, Charles S. (1861–1938), US-amerikanischer Rechtsanwalt und Politiker
- Hamlin, Courtney W. (1858–1950), US-amerikanischer Politiker
- Hamlin, Damar (* 1998), US-amerikanischer Footballspieler
- Hamlin, Denny (* 1980), US-amerikanischer NASCAR-Rennfahrer
- Hamlin, Edward S. (1808–1894), US-amerikanischer Politiker (United States Whig Party)
- Hamlin, Ellen (1835–1925), Second Lady der Vereinigten Staaten
- Hamlin, Erin (* 1986), US-amerikanische Rennrodlerin
- Hamlin, Frank R. (1935–2000), kanadischer Romanist, Provenzalist und Onomastiker britischer Herkunft
- Hamlin, Hannibal (1809–1891), US-amerikanischer Politiker, Vizepräsident unter Abraham Lincoln
- Hamlin, Hannibal Emery (1858–1938), US-amerikanischer Anwalt und Politiker
- Hamlin, Harry (* 1951), US-amerikanischer SchauspielerHarry Hamlin (* 1951)

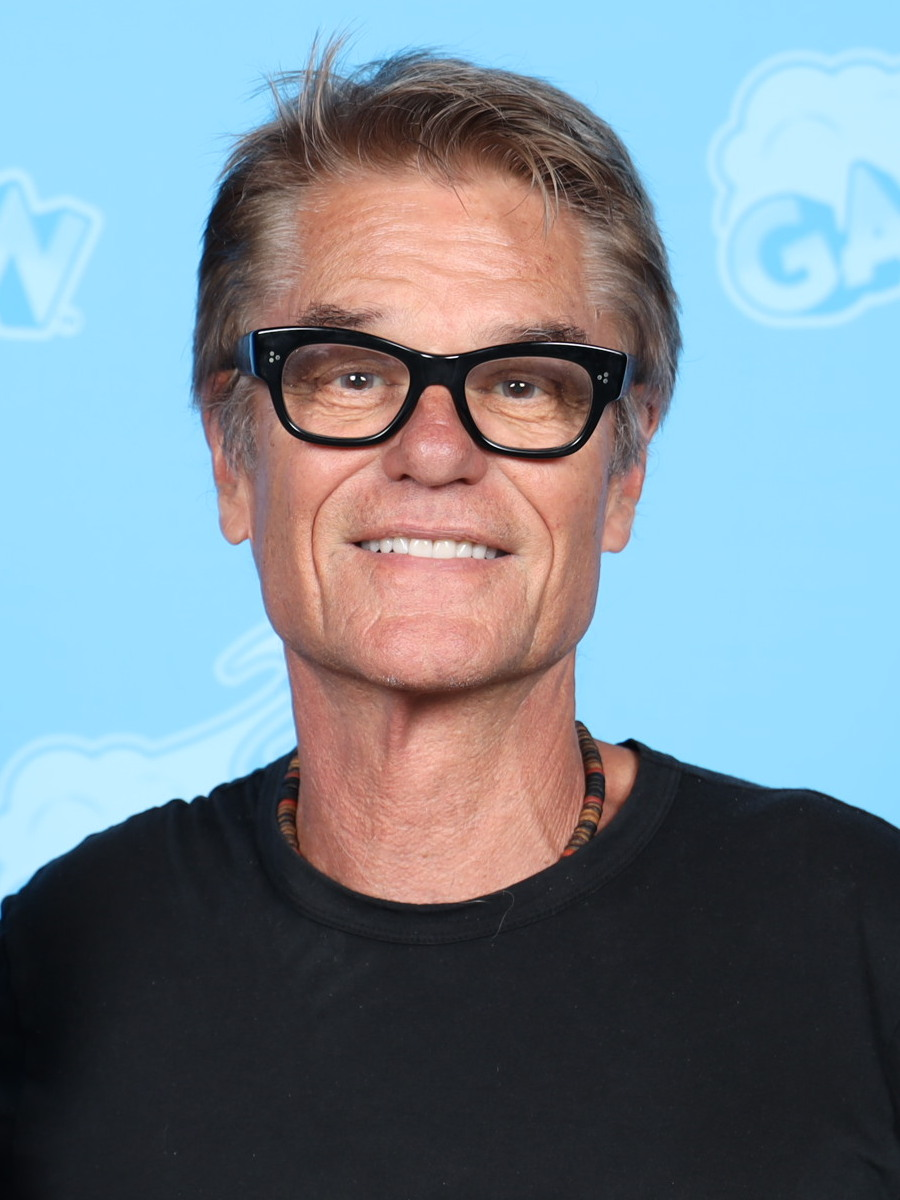
Harry Hamlin (* 1951)

- Hamlin, Michael (* 1985), US-amerikanischer American-Football-Spieler
- Hamlin, Reginald (1908–1993), neuseeländischer Arzt für Gynäkologie und Geburtshilfe
- Hamlin, Simon M. (1866–1939), US-amerikanischer Politiker
- Hamlin, Vincent T. (1900–1993), US-amerikanischer Comiczeichner und Cartoonist
- Hamlisch, Marvin (1944–2012), US-amerikanischer Komponist

### Hamly
- Hamlyn, Paul (1926–2001), deutsch-britischer Publizist und Philanthrop